# ONUCA и ONUSAL
ONUCA и ONUSAL са две мироопазващи мисии на ООН в Централна Америка, в Никарагуа и Ел Салвадор, протекли от края на 80-те до началото на 90-те години на 20. век.

## ONUCA
Съветът за сигурност на ООН създава ONUCA (на английски: United Nations Observer Group in Central America) с резолюция 644 на 7 ноември 1989 г. Групата от 625 души, позиционирана в 33 регионални бази в Никарагуа, се натоварва с отговорността да противодейства на нелегалното преминаване на границата, както и в противодействие на различните партизани, революционери и пр. в Централна Америка (т.е. да прекъсне линиите по снабдяването им, да наруши комуникацията им и т.н.). Групата се състои от 260 невъоръжени военни наблюдатели и специалисти. Държавите, които взимат участие в ONUCA са Испания, Швеция, Ирландия, Индия, Венецуела, Канада, Аржентина, Бразилия, Еквадор и Колумбия.
Първоначалната цел на ONUCA не е предвиждала екипът да участва във вътрешни (въоръжени) конфликти. Целта е била ONUCA да бъде „миронаблюдаваща“ мисия, а не пълномащабна миротворческа, още по-малко омиротворяваща. Нежеланието на контрите да се саморазпуснат и да преустановят дейността си, обаче, на няколко пъти застрашава ONUCA да промени целите си от мироопазващи в открито военни. Целите на ONUCA са разширени, за кратък период от време, към тях се добавя и обезоръжаването на контрите („контра“ е колективен термин, с който се обозначават редица военни или паравоенни десни групи, които се противопоставят на левите революционери в Никарагуа), които отказват да направят това доброволно. Все пак ООН отстоява своята позиция, че ONUCA е само наблюдаваща мисия. Тази формално ограничена роля на мисията се обяснява с недоверието на южноамериканците към миротворците, а от там и с тяхното желание мироопазващите мисии да ограничават своето военно участие в района до възможния минимум. Канадците, които са участвали в мащабни мироопазващи мисии, често наричат ONUCA „минималистична“ мисия.
В началото на 1990-те контрите показват силно нежелание да се саморазпуснат. Това се обяснява с липсата на единно командване на всички отделни „контристки“ групи, но също така и със страха у контрите, че ако се обезоръжат биха били твърде уязвими от страна на санданистите, с които са в конфликт. Дипломатите от двете страни оказват натиск върху контрите с цел тяхното обезоръжаване, но това не дава резултат, тъй като едва 260-те невъоръжени наблюдатели от ООН не притежават нужният потенциал за да принудят групите да свалят оръжието. Поради тази причина Съветът за сигурност на ООН взима решение правомощията на ONUCA да бъдат разширени и от мироопазваща, мисията се превръща във военна (но все пак временно). На 15 март 1990 г. Генералният секретар на ООН отправя спешно искане към Съветът за сигурност относно добавянето към 260-те невъоръжени наблюдатели още 116 такива, плюс един пехотен батальон с най-малко 4 роти (т.е. около 800 души), които да подпомогнат задачата на ONUCA относно обезоръжаването на контрите. Венецуела, която участва в мисията с наблюдатели, се съгласява да предостави на ONUCA въпросната военна част от 800 военнослужещи. Въпреки че в доклада на Генералния секретар не се споменава за използване на въоръжени действия срещу контрите, самото присъствие на 800-те войници ясно показва решението на ООН да проведе такива, в случай че контрите не се подчинят.
Процесът по обезоръжаването на контрите приключва официално на 5 юли, когато и последните военнослужещи от венецуелския батальон не се прибират в родината си. Точният брой на обезоръжените контри е труден за посочване, но се предполага че са обезоръжени около 23 хил. контри и около 17 хил. броя оръжия са иззети и унищожени. С обезоръжаването на контрите ONUCA се връща към своите първоначални цели: следене за нелегално преминаване на границите и следене за вътрешното спокойствие.
През ноември 1990 г. Съветът за сигурност приема предложението на Генералния секретар относно намаляването на броя на личния състав на ONUCA, тъй като обезоръжаването на контрите обезсмисля поддържането на многочислени части в региона. Съветът за сигурност също така и удължава мандата на ONUCA за нови 6 месеца (впоследствие мандатът е удължен два пъти, до ноември 1991 г.). Взима се решение, също така, една от основните цели на ONUCA да бъде демонстрация на присъствие (и сила), целяща покачване на престижа на ООН в региона. Освен да следи за ситуацията по границите, от ONUCA се очаква да бъде в готовност да се намеси в Ел Салвадор (вливайки се в ONUSAL, мисията на ООН там). ONUCA преустановява дейността си с резолюция 730 на Съвета за сигурност на ООН (на 17 януари 1992 г.), като част от екипа на вече разпуснатата ONUCA се влива в ONUSAL.

## ONUSAL и мироопазващият процес в Ел Салвадор
Неспокойната ситуация в Ел Салвадор, в периода 1990 – 1991 г., може да се опише като гражданска война, съпътствана от интензивни преговори за мир под егидата на ООН. Тези преговори водят до споразумение за прекратяване на огъня през декември 1991 г. Това води до приемането на резолюция 693 на Съвета за сигурност на ООН, по силата на която ONUSAL (който е разполагал само с правомощия по наблюдение за спазване на човешките права), добива статут на мироопазваща и наблюдаваща мисия. Друга задача, която ONUSAL получава, е провеждането на обезоръжаването на ФНО по пример на обезоръжаването на контрите в Никарагуа, проведено от ONUCA. Експертите от ONUCA, работили дотогава в Никарагуа, биват преназначени в ONUSAL в Ел Салвадор през януари 1992 г.
ONUSAL се различава от ONUCA по една важна особеност: полицейската функция, която изпълнява. Ключов елемент в мироопазващия процес в Ел Салвадор е обезоръжаването на някои военни и полицейски части, за които се предполага (или се знае), че са участвали в нарушаването на човешките права през време на продължителната Салвадорска гражданска война. Това налага старата полиция да бъде заместена от нова, се взима решение в нея да бъдат включени както служители от старата полиция, така и такива от ФНО. Обучението на кадрите на новата полиция, ляга на плещите на ONUSAL (създава се „Полицейска дивизия“ към него), като за обучаващи са привлечени специалисти от Чили, Мексико и Гвиана, а също така и от няколко европейски държави. Военните наблюдатели от „Военната дивизия“ на ONUSAL са от Испания, Бразилия, Канада, Колумбия, Еквадор, Ирландия, Швеция, Индия и Венецуела; Аржентина помага мисията с медицински персонал, а аржентинските ВМС патрулират крайбрежието на Ел Салвадор. Може да се добие идея за широкия диапазон на дейностите, които ONUSAL извършва, като се посочат различните звена, в състава на мисията, както и дейностите, които те извършват. Това са „Дивизията за защита на човешките права“ (Human Rights Division), в която служат около 50 наблюдатели и специалисти по право; „Военната дивизия“ (Military Division) с първоначален личен състав от 249 души, но впоследствие увеличена с още 88 наблюдатели; както и „Полицейската дивизия“ (Police Division) с личен състав от 631 служещи.
Въпреки проблемите, които съпътстват преговорите между враждуващите сили, именно благодарение на активната дейност на ONUSAL, се подписват две спогодби, първата през декември 1991 г. в Ню Йорк, и втората през януари 1992 г. в Мексико Сити. В периода февруари – 15 декември 1992 г. членовете на ФНО са въдворени в 15 лагера, контролирани от ONUSAL, където са подложени на процес по обезоръжаване и демилитаризация. Паралелно с това служители от старата салвадорска армия и полиция, които са нарушавали човешките права в периода на Салвадорската гражданска война, са уволнени от постовете, които заемат. Старите салвадорски силови служби като Националната гвардия и Финансовата полиция са закрити. На тяхно място се създава нова полицейска служба, наречена Национална полиция (Policía Nacional Civil), чиито кадри получават обучение от служителите на „Полицейската дивизия“ на ONUSAL. На места този процес, по сравнително мирно обезоръжаване и преустройство на силовите структури, среща съпротива, но като краен резултат ONUSAL успява да овладее положението и да изпълни мисията си.
ONUSAL преустановява своята дейност по силата на резолюция 991 на Съвета за сигурност на ООН през април 1995 г.

## Забележки
1. ↑   Durante los años 1990 a 1992 las Lanchas Patrulleras ARA Baradero, Barranqueras, Clorinda y "Concepción del Uruguay", junto a un destacamento de Sanidad Naval, participaron de la misión de paz de las Naciones Unidas en Centroamérica denominada ONUCA, архив на оригинала от 26 април 2020, https://web.archive.org/web/20200426130016/http://www.armada.mil.ar/pag.asp?idItem=287, посетен на 29 май 2013

- Child, Jack. The Central American Peace Process, 1983–1991, Boulder: Lynne Rienner, 1992
- International Peace Academy. Conflict in Central America: Approaches to Peace and Security, NY: St Martin's, 1986
- Montgomery, Tommie Sue, ed. Peacemaking and Democratization in Central America, Boulder, CO: Lynne Rienner, 1999
- Rikhye, Indar Jit, The Theory and Practice of Peacekeeping. London: C. Hurst, 1984
- United Nations. The Blue Helmets, (NY: United Nations, 1996), pp. 393 – 6